# Аймурзин, Данил Игоревич
Данил Игоревич Аймурзин (род. 17 апреля 2002, Уфа) — российский хоккеист, нападающий.

## Биография
Воспитанник «Салавата Юлаева», первый тренер Андрей Давлетов. В сезоне 2019/20 дебютировал в команде МХЛ «Толпар», со следующего сезона также стал выступать в ВХЛ за «Торос» и провёл два матча в КХЛ. В сезоне 2021/22 сыграл 43 матча в «Торосе», 8 — в «Толпаре», один — в «Салавате Юлаеве». В сезоне 2022/23 провёл 23 матча в КХЛ и 35 — в ВХЛ. Бронзовый призёр МХЛ (2021).
18 мая 2023 года был обменян в «Северсталь» на вратаря Александра Самонова. Был выбран представителями СМИ на Матч звёзд КХЛ 2023.